# Matthäus Daniel Pöppelmann
Matthäus Daniel Pöppelmann (ur. 3 maja 1662 w Herford, zm. 17 stycznia 1737 w Dreźnie) – architekt niemiecki epoki  baroku, działający głównie w Dreźnie. Jego projekty zamawiane zarówno przez Augusta II Mocnego jak i mieszkańców Drezna wpłynęły na barokowy charakter architektury tego miasta. Był ojcem działającego w Polsce architekta Carla Friedricha Pöppelmanna.

## Życiorys
Od 1680 działał w służbie Fryderyka Wilhelma I w Głównym Urzędzie Budowlanym w Dreźnie, w którym pracował kilkadziesiąt lat. Zaprojektował liczne parki, kościoły i kamienice w Dreźnie. Już jako dojrzały człowiek w 1710 odbył podróż przez Pragę, Wiedeń do Florencji, Rzymu i Neapolu, a w 1715 do Paryża, Wersalu i Holandii. Podróże dały mu bezpośrednią wiedzę na temat współczesnej architektury. Język architektoniczny inspirowany Guarinim i Berninim, z jego bogatymi, dynamicznymi formami, który można było studiować w Wiedniu i Pradze, wywarł wpływ na jego projekty przed 1720 rokiem. 
Był autorem projektu rozbudowy Jägerhofu (ok. 1711), budowy pałacu Taschenberg (1705-1708) i Pałacu Japońskiego w Dreźnie. Jego najbardziej znaną realizacją jest Zwinger w Dreźnie. Brał również udział w tworzeniu Pałacu Wodnego w Pillnitz (1720-1724) oraz wspólnie z m.in. Zachariasem Longuelunem pałacu w Moritzburgu (1723-1736). 
Realizacje Matthäus Daniel Pöppelmanna nie miały kontynuatorów, ponieważ po 1720 roku popularność zyskał klasycyzujący barok francuski, który propagował Zacharias Longuelune (1669–1748), a za nim Johann Christoph Knöffel (1686–1752) oraz syn Matthäusa Daniela Pöppelmanna, Carl Friedrich Pöppelmann.
W niektórych opracowaniach wspomina się, że w Warszawie przypuszczalnie zaplanował Oś Saską oraz przypuszczalnie w nieznanym zakresie brał udział w przebudowie Zamku Królewskiego i jego barokowej fasadę od strony Wisły, jednak nie są to informacje potwierdzone. 

## Realizacje
- Projekt rozbudowy Jägerhof w Dreźnie-Neustadt, od 1711;
- Pałac Taschenberg w Dreźnie, 1705-1708;
- Kronentor w Zwingerze w Dreźnie (1711);
- Wallpavillon w Zwingerze w Dreźnie (1715-1717);
- Mosty Mulden w Nossen i Waldheim, 1715;
- Rozbudowa Pałacu Holenderskiego w Dreźnie-Neustadt, 1717-19;
- Kościół w Pretzsch, 1721;
- Pałac Wodny i Pałac Bergpalais w Pillnitz, 1721-23;
- Główny budynek stadniny koni Graditz, 1722;
- Rozbudowa Pałacu Moritzburg, 1723-33;
- Kościół Weinbergskirche w Pillnitz, 1723-27;
- Plan rozbudowy i fasad ulicy Königstraße w Dreźnie-Neustadt, 1724-32;
- Poszerzenie średniowiecznego mostu na Łabie w Dreźnie, 1727-31;
- Rozbudowa Pałacu Holenderskiego w Dreźnie-Neustadt, 1727;
- Zamek Friedrichsburg Twierdza Königstein, 1731;
- Kościół Trzech Króli, Drezno-Neustadt, od 1732 r.

## Galeria

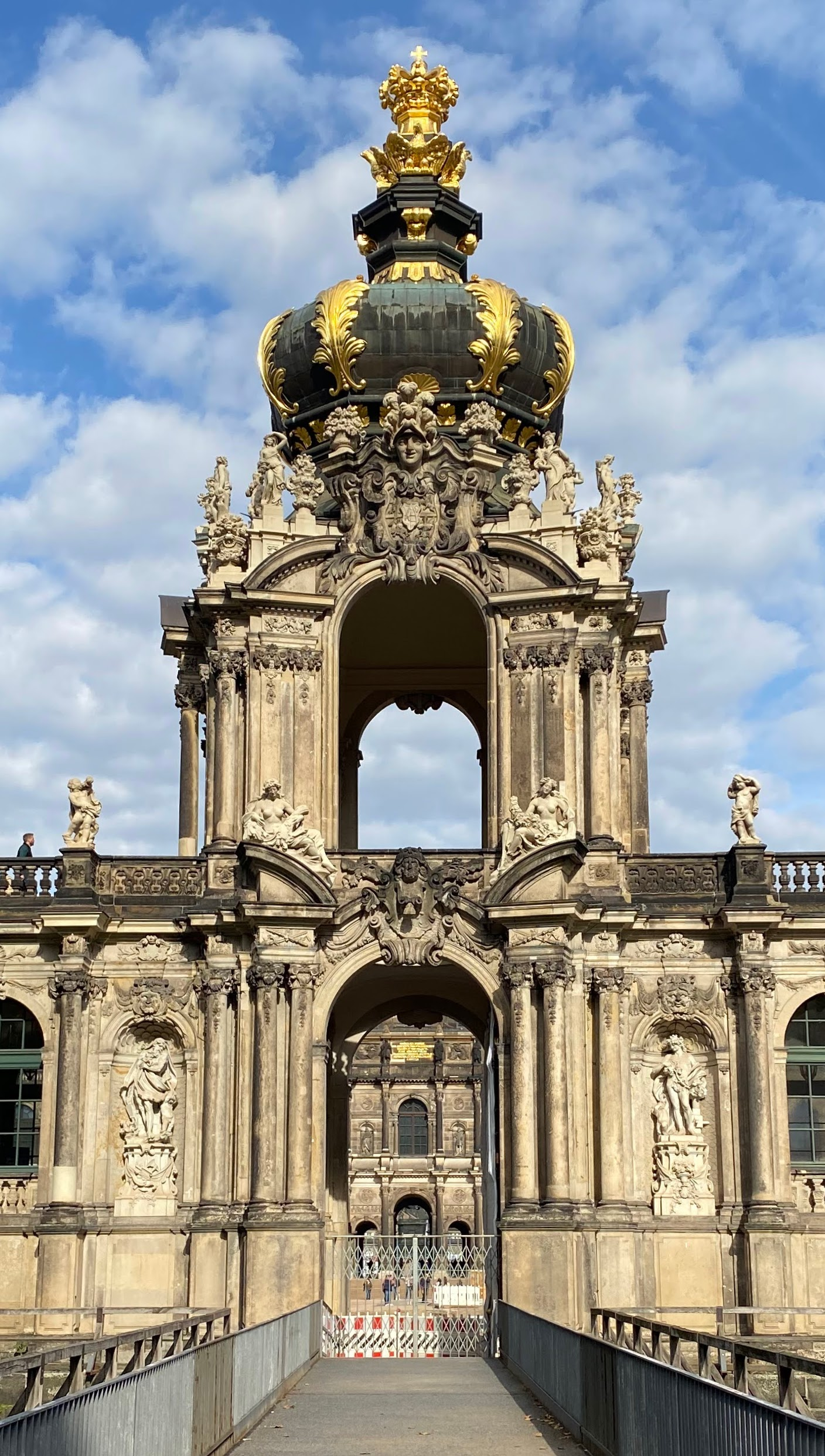
Drezno - Zwinger, Kronentor (Brama Koronna)
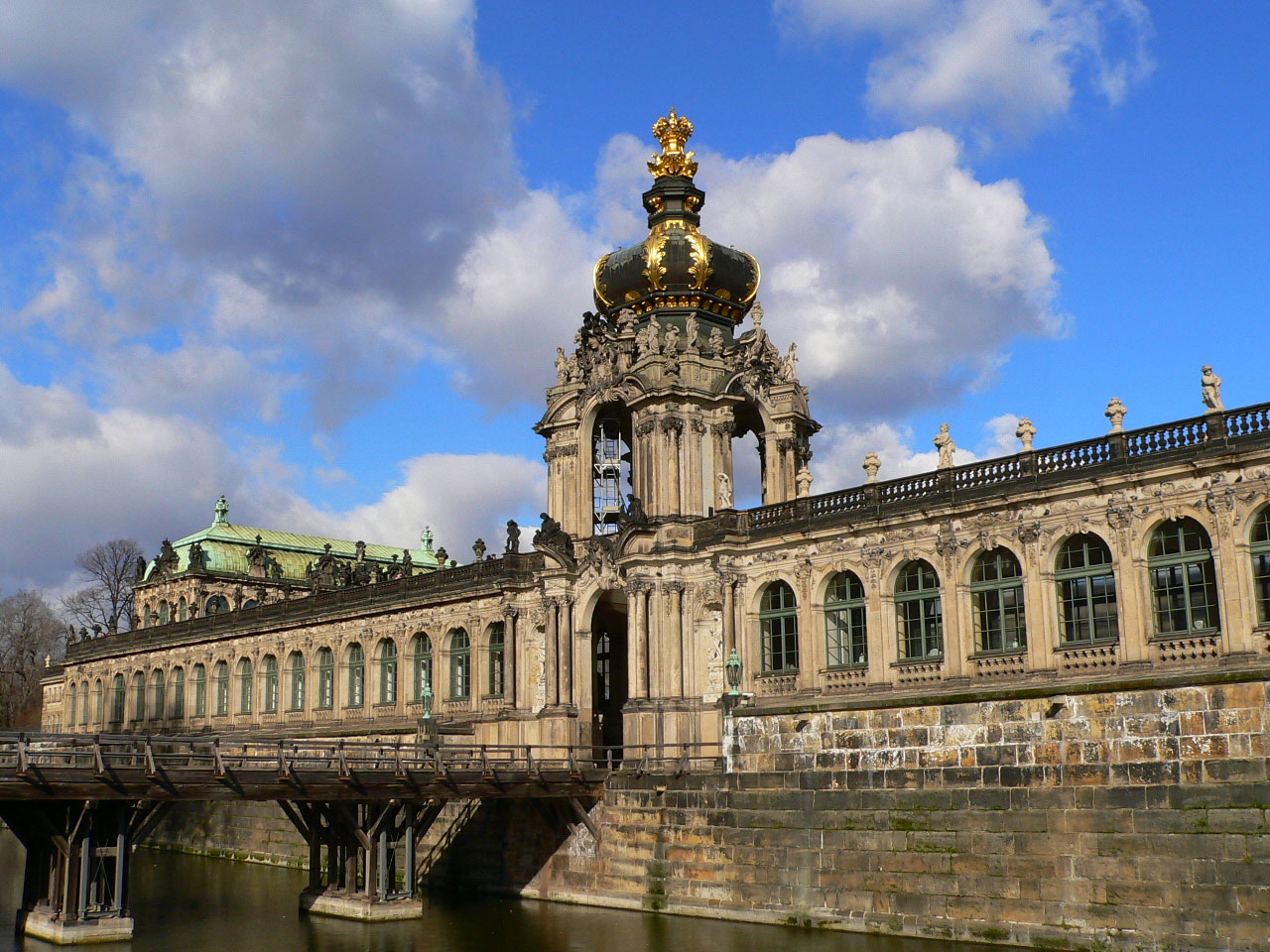
Drezno - Zwinger, Kronentor (Brama Koronna)
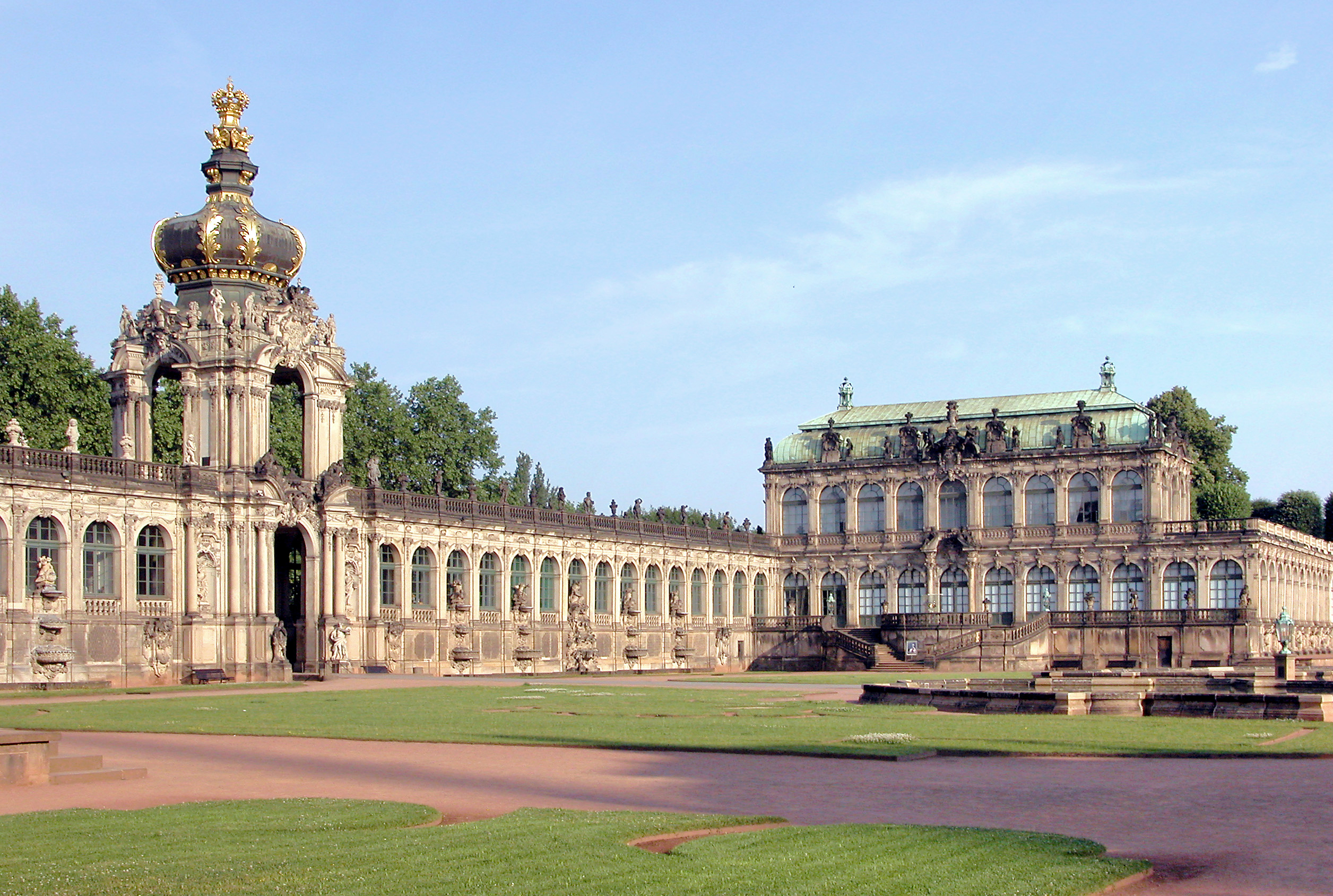
Zwinger w Dreźnie - Kronentor (Brama Koronna) i Salon Matematyczno-Fizyczny
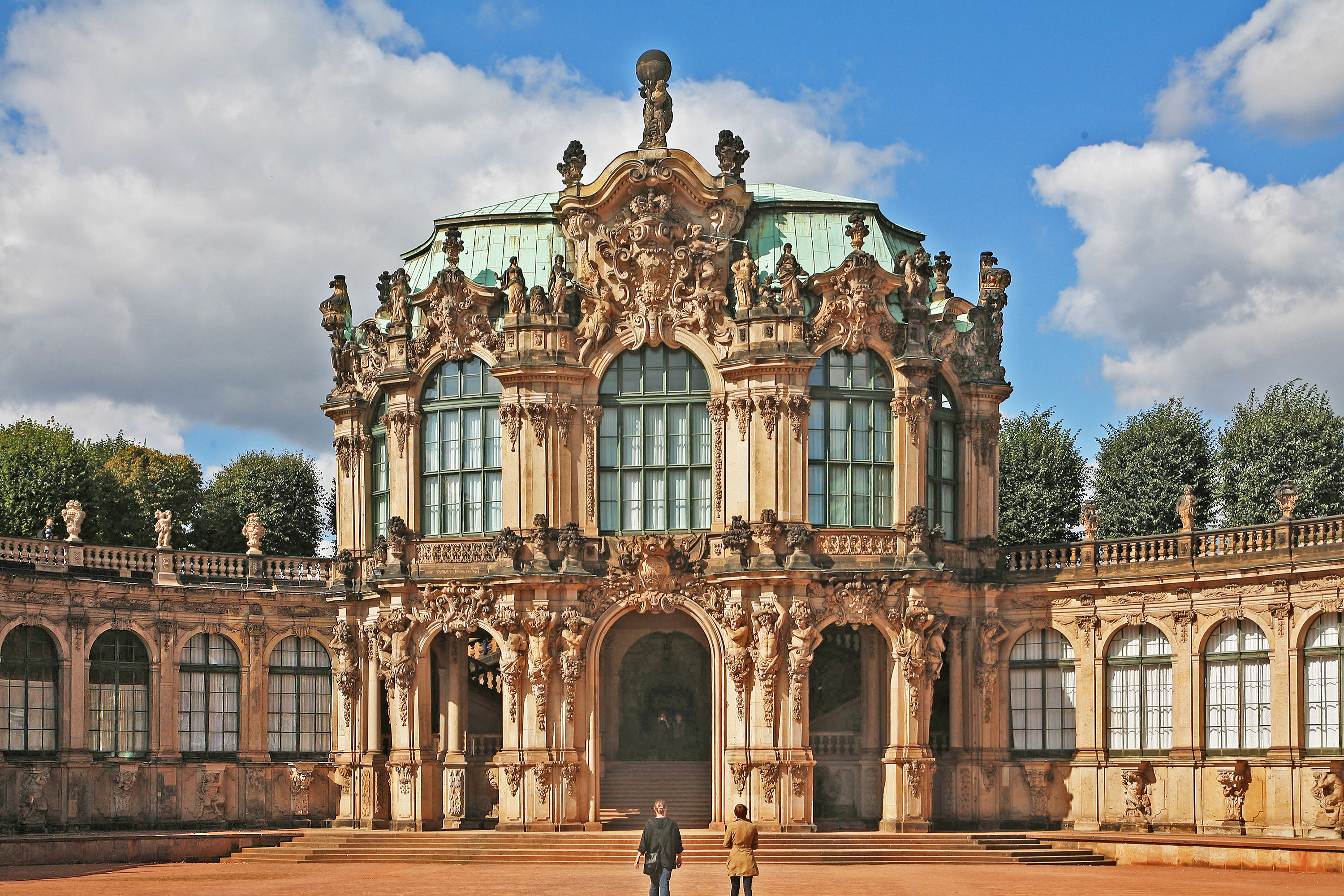
Zwinger w Dreźnie - Wallpavillon
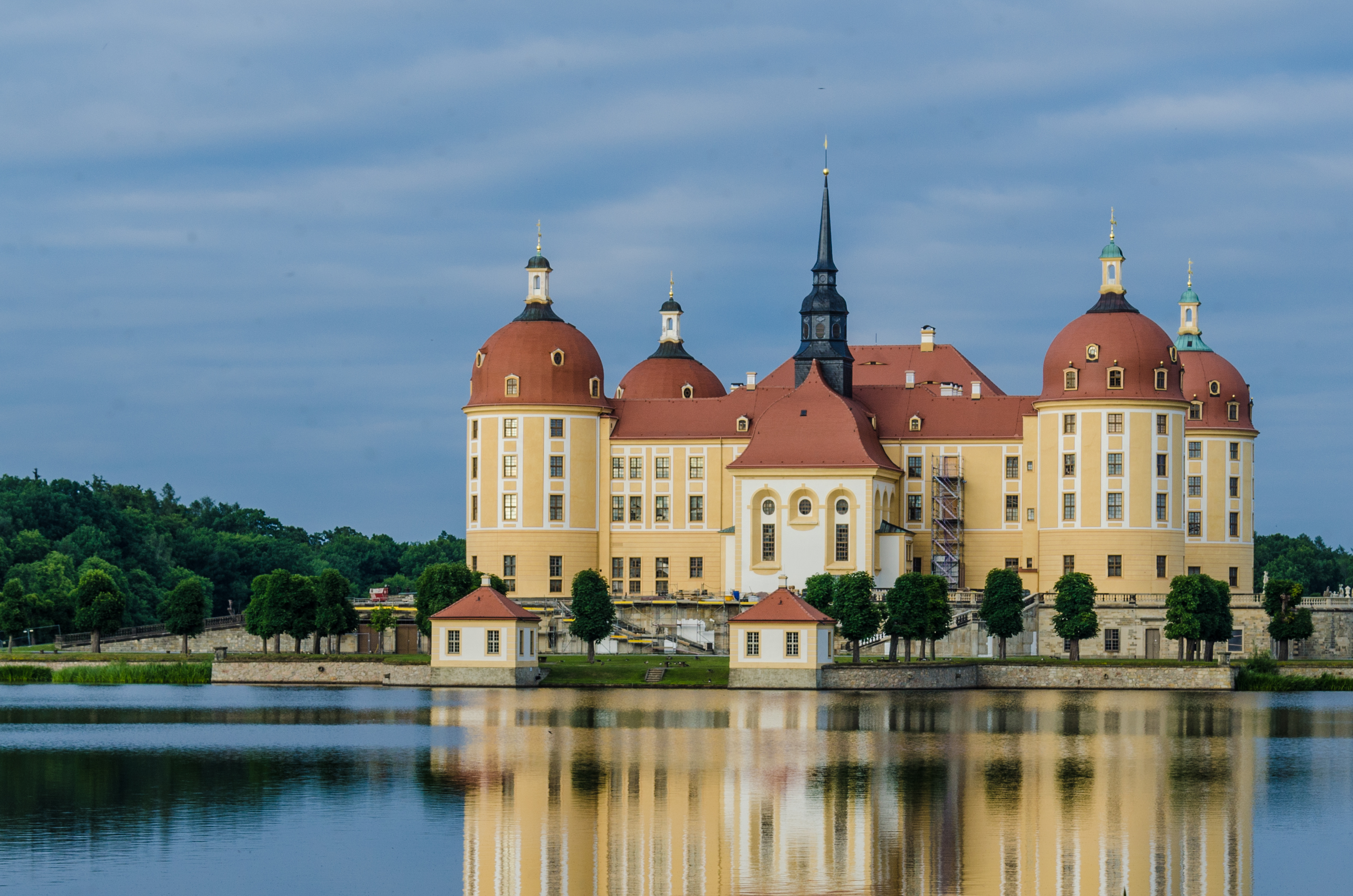
Pałac Moritzburg
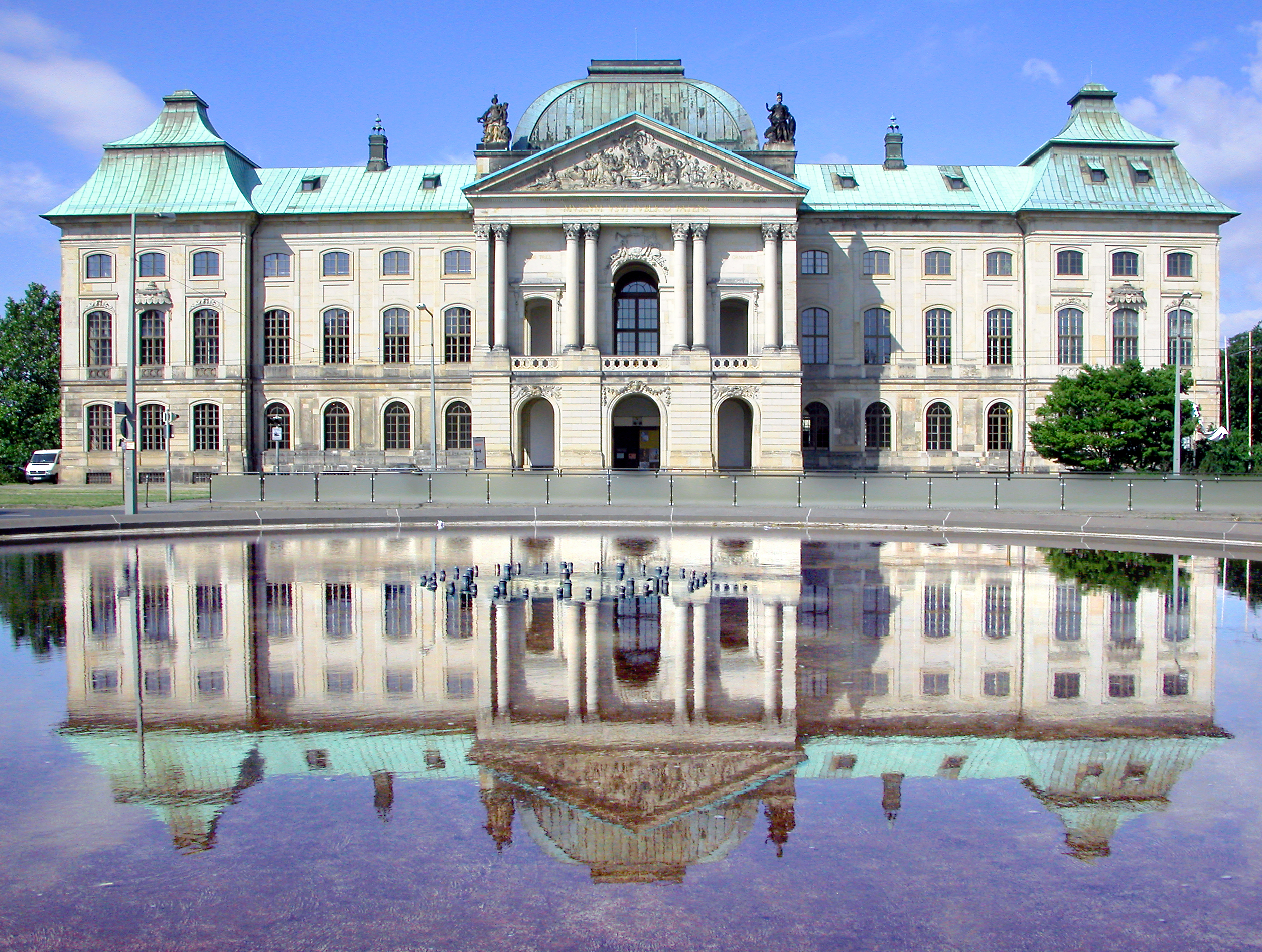
Drezno - Pałac Japoński
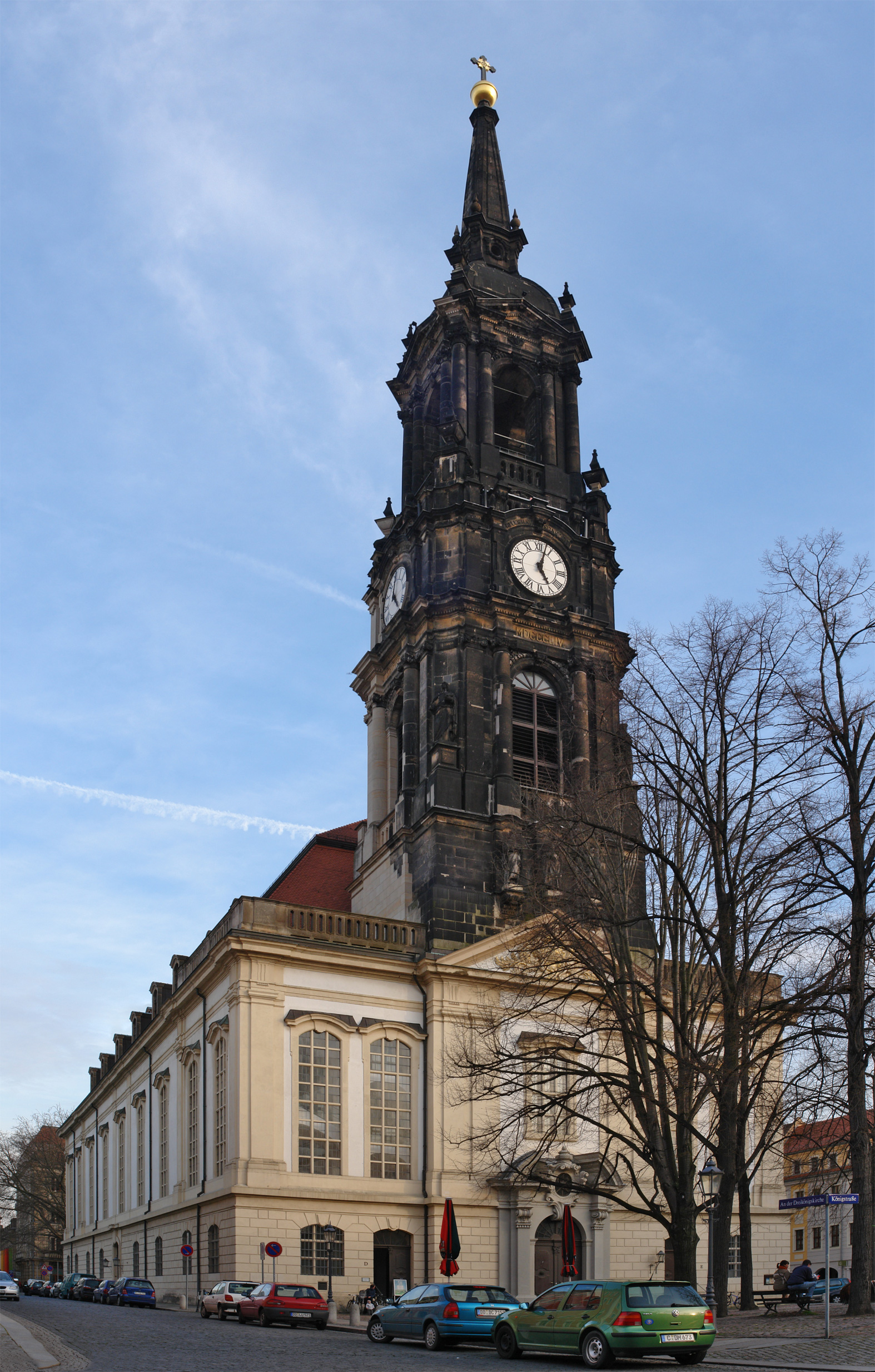
Drezno - Kościół Trzech Króli (Dreikoenigskirche)
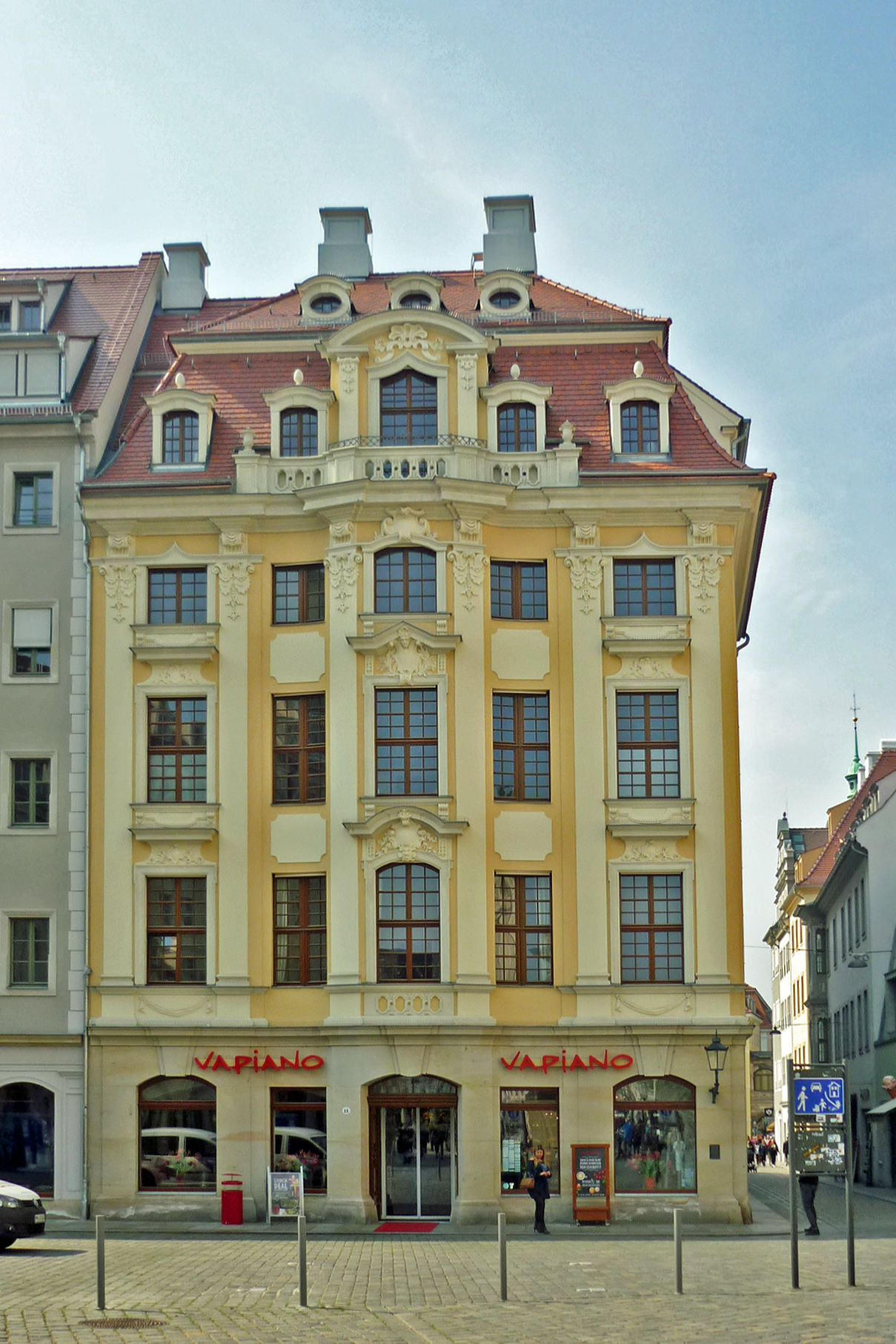
Drezno - Dinglingerhaus
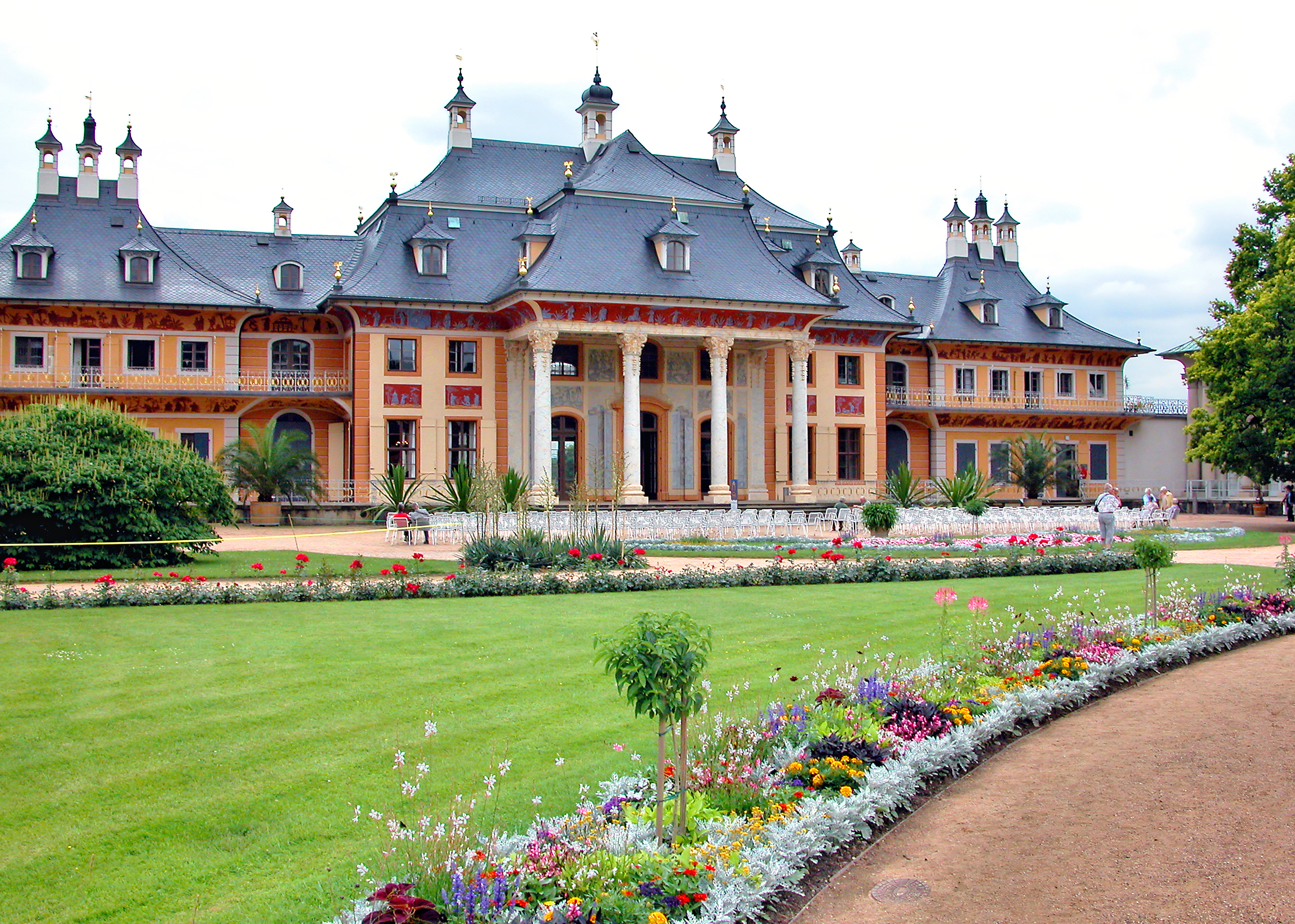
Pillnitz - Pałac Wodny (Wasserpalais)
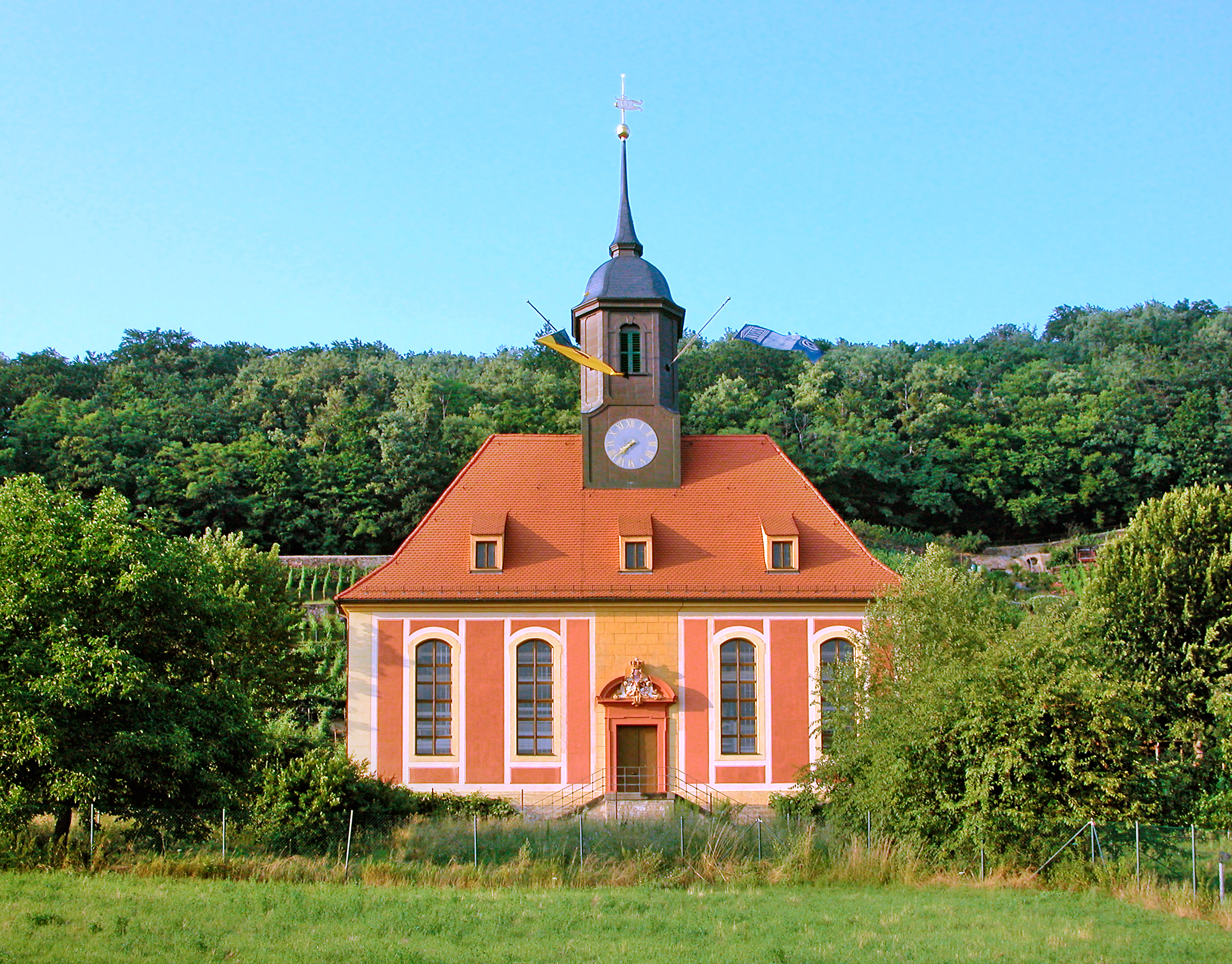
Pillnitz - Kościół Weinbergkirche